# رضنوییه
رضنوییه، روستایی از توابع بخش رابر شهرستان بافت در استان کرمان ایران است.

## جمعیت
این روستا در دهستان هنزا قرار دارد و براساس سرشماری مرکز آمار ایران در سال ۱۳۸۵، جمعیت آن زیر سه خانوار بوده‌است.